# Les Insurgents
Les Insurgents est un album de bande dessinée de Daniel Bardet et Éric Arnoux, le tome 2 de la série Timon des Blés.

## Fiche technique
- Scénariste : Daniel Bardet
- Dessinateur : Éric Arnoux
- Mise en couleurs : Jean-Jacques Chagnaud
- Année de première publication : 1988
- Éditeur : Glénat / collection Vécu
- Nombre de planches : 46
- (ISBN 2-7234-0859-0)

## Synopsis
1780, Timon est sur le « Jason » qui vogue vers les Amériques, caché dans les tréfonds du navire.
Débarquement à Newport (État de Rhode Island). Il rencontre un « emplumé », un indien Creek nommé Honewah à qui il confie des documents susceptibles de « faire danser le royaume sur des têtes d’épingles ». Timon est du côté des « insurgents », ces colons révoltés contre la fiscalité imposée par l’Angleterre. Mais le conflit s’enlise, et le général George Washington doit galvaniser ses troupes. 
Timon rencontre la jeune et riche Carolyn Hunter qu’il est contraint d’épouser.

## Commentaires
Bardet est connu pour ses talents de scénariste de bande dessinée historique (Les Chemins de Malefosse, Chroniques de la Maison Le Quéant), il s’associe à Éric Arnoux pour le second album d’une série qui en compte huit. L’époque choisie ici est le dernier quart du XVIIIe siècle.

## Lieux
Après une éprouvante traversée de l'océan Atlantique, le second épisode de la série se déroule sur le sol américain.
- Newport, et l’État de Rhode Island
- West-Point

## Référence bibliographique
- Patrick Gaumer & Claude Moliterni, Dictionnaire mondial de la Bande Dessinée, Éditions Larousse, Paris, 1994,  (ISBN 2-03-523510-3).